# Crystal (softwareontwikkeling)
Crystal is een verzameling methoden en processen voor de ontwikkeling van software. Het valt onder de Agile-softwareontwikkeling, met als kenmerken: nadruk op mensen in plaats van processen en producten, snelle communicatie bij voorkeur door samen in één ruimte te werken, snelle oplevering van producten, veel en automatisch testen, regelmatige evaluaties.
In tegenstelling tot andere softwareontwikkelingsprocessen is Crystal geen softwareontwikkelmethode, maar, zoals gezegd, een verzameling methoden en processen. Deze verzameling wordt de Crystal Family genoemd. Crystal is uitgevonden en beschreven door Alistair Cockburn. Elk lid van de Crystal Family wordt aangegeven met een kleur die de zwaarte van de methode vertegenwoordigt, waarbij geldt: hoe donkerder de kleur, hoe zwaarder de methode. De (kleur van de) methode wordt gekozen aan de hand van de omvang en ernst van het project. De omvang wordt bepaald door het aantal personen dat aan het project deelneemt, en de ernst wordt bepaald door het risico dat het systeemschade aan zou kunnen brengen. De kleuren zijn, net als echte kristallen, van licht naar donker gesorteerd. Hierbij is Crystal Clear het kleinst en lichtst, waarna Yellow, Orange, Orange Web, Red, Maroon, Blue, Violet enzovoorts volgen.
Alhoewel de Crystalmethoden onderling verschillen, hebben ze wel enkele overeenkomsten, vandaar dat ze ook een familie genoemd worden. Ze hebben drie gezamenlijke prioriteiten: veiligheid, efficiëntie en bruikbaarheid (ontwikkelaars moeten ermee overweg kunnen). Verder hebben ze nog gemeenschappelijke eigenschappen waarvan de drie belangrijkste zijn: het vaak opleveren van (tussen)producten, feedback op verbeteringen en een goede communicatie.